# 西南远志
西南远志（学名：Polygala crotalarioides）为远志科远志属下的一个种。

## 扩展阅读
- 維基物種上的相關：西南远志